# Ԙ (слово ћирилице)
Кантанско слово Ԙ (изговарано као нешто између ја и је [jæ]) ћириличко је слово које се користи код несловенских народа. Користе се у Мокшањской абецеди  почетком 20. века. Настало је од руског слова Я (изговарано као ја), и спајањем слова Е (у руским језицима изговарано као је). Популарност му је веома ниска. Углавном се користи код имена и неких несловенских речи.

## Рачунарски кодови
| Знак                      | Ԙ                           | Ԙ                           | ԙ                         | ԙ                         |
| ------------------------- | --------------------------- | --------------------------- | ------------------------- | ------------------------- |
| Назив у Уникоду           | CYRILLIC CAPITAL LETTER YAE | CYRILLIC CAPITAL LETTER YAE | CYRILLIC SMALL LETTER YAE | CYRILLIC SMALL LETTER YAE |
| Врста кодирања            | децимална                   | хексадецимална              | децимална                 | хексадецимална            |
| Уникод                    | 1304                        | U+0518                      | 1305                      | U+0519                    |
| UTF-8                     | 212 152                     | D4 98                       | 212 153                   | D4 99                     |
| Нумеричка референца знака | &#1304;                     | &#x518;                     | &#1305;                   | &#x519;                   |

## Слична слова
• Я я : Ћириличко слово Я.
• Е е : Ћириличко слово Е.